# Festival de Saint-Sébastien 1958
La 6e édition du Festival de Saint-Sébastien s'est tenue du 19 au 29 juillet 1958.

## Jury
- Luis García Berlanga
- Charles Delac
- Anthony Mann
- Ana Mariscal
- Fritz Podehl
- Vittorio Sala

## Palmarès
- Coquille d'or : Eva veut dormir (titre original: Ewa chce spać) de Tadeusz Chmielewski (Pologne)
- Coquille d'Or (Court métrage) : Der Nackte Morgen de Peter Pewas (de) (Allemagne)
- Mention spéciale (Court métrage) : Cuenca de Carlos Saura (Espagne) et Gentleman cambrioleur de Louis Cuny (France)
- Coquille d'Argent du meilleur réalisateur (ex æquo) : Mario Monicelli pour Le Pigeon (Italie) et Alfred Hitchcock pour Vertigo (États-Unis)
- Prix Zulueta d'interprétation féminine: Jacqueline Sassard pour Nata di marzo d'Antonio Pietrangeli (Italie)
- Prix Zulueta d'interprétation masculine (ex æquo) : Kirk Douglas pour Les Vikings de Richard Fleischer et James Stewart pour Vertigo d'Alfred Hitchcock (États-Unis)
- Prix perle de Cantabrico du meilleur film en langue espagnole : - . Mention pour Demasiado jóvenes de Leopoldo Torres Ríos, (Argentine)